# Адзате
Адза̀те (на италиански: Azzate; на ломбардски: Azàa, Адзаа) е малко градче и община в Северна Италия, провинция Варезе, регион Ломбардия. Разположено е на 332 m надморска височина. Населението на общината е 4702 души (към 2017 г.).